# Katanagatari
Katanagatari (刀語, littéralement Histoire de sabre) est une série de light novels japonais écrite par Nisio Isin et illustrée par Take. Une adaptation en anime de 12 épisodes est diffusée au Japon entre janvier et décembre 2010.

## Histoire
Le légendaire forgeron Shikizaki Kiki confectionna mille katanas durant son existence, mais seulement douze de ceux-ci ont un réel pouvoir. C'est là que nous retrouvons Togame, stratège de l'actuel Shogun. Elle reçut pour mission de retrouver ces douze fameux katanas, et engagea donc des guerriers ainsi que des ninjas. Mais ceux-ci, aveuglés par la puissance des katanas, les gardèrent en leurs mains.
C'est alors qu'elle décide de s'allier au maître du style de combat sans épée, le Kyotō-ryū (虚刀流). Mais elle apprend sa mort de la bouche de son fils et seul héritier du style, Yasuri Shichika...

## Personnages
Yasuri Shichika (鑢 七花)
Voix japonaise : Yoshimasa Hosoya, voix française : Laurent Pasquier
Le personnage principal, est le septième chef Kyotō-ryū, qui n'utilise pas d'épées. Ayant vécu seul avec sa sœur sur une île déserte, il est complètement étranger au monde "normal". Il n'a pas les mêmes mœurs, notamment celle du respect de la vie d'autrui. La réflexion n'est pas son fort, réfléchir lui est un exercice difficile. Il est "comme un enfant qui aurait juste grandi physiquement". Il s'auto-proclame "Katana de Togame" et se voue à la recherche des 12 katanas en compagnie de Togame.
Togame (とがめ)
Voix japonaise : Yukari Tamura
Togame est la stratège de l'actuel Shogun. Maladroite et fragile, elle est l'instigatrice de la recherche des douze épées. Elle ne cesse de frapper Yasuri en criant le mot "Cheerio" (qui veut dire adieu, alors que Togame croit qu'il s'agit d'un mot d'encouragement dont elle a fait son Leitmotiv. Elle le touche légèrement, étant de constitution fragile, Togame ne "frappe" pas fort, cela ressemble plus à une tape amicale).
Yasuri Nanami (鑢 七実)
Voix japonaise : Mai Nakahara
Nanami est la sœur de Shichika. Elle est faible physiquement (elle est malade, mais comme elle le dit, "son corps refuse de la laisser mourir"). Mais elle possède un aspect redoutable (insensibilité à la douleur et aux sédatifs), de ce fait elle pourrait bien être la personne la plus forte du Japon du fait de son génie incomparable quant à la déduction de la stratégie de ses adversaires. Sa capacité d'apprentissage lui permet d'apprendre une technique simplement en la regardant (son père l'ayant deviné en la regardant, a refusé de faire d'elle le nouveau chef Kyotō-ryū). Elle a un caractère froid, surtout lors des interrogatoires sur les ennemis qui l'attaquent (un ninja du clan Maniwa en fera d'ailleurs les frais). Elle ne montre aucun sentiment lors de ces interrogatoires (qui se finissent fatalement), la faisant passer pour une sociopathe. Malgré cela, elle respecte toujours les dernières volontés de l'adversaire

## Média

### Anime
La série comporte 12 épisodes d'une cinquantaine de minutes chacun. Chaque épisode est diffusé une fois par mois entre janvier et décembre 2010. C'est pour « incarner 《un plaisir par mois》 puisque le light novel était publié une fois par mois », selon le producteur Yōsuke Toba. Quant à la durée, c'est pour « exprimer l'intérêt de l'original au maximum ».
La série est rediffusée sur Fuji TV dans la case horaire noitaminA entre le 11 avril 2013 et le 27 juin 2013.
La série est sortie en DVD et en Blu-ray au mois de décembre 2013 aux éditions Black Box dans les pays francophones.

#### Liste des épisodes
Les titres de ces épisodes portent les noms des 12 katanas créés par Shikizaki Kiki.
| No                         | Titre français | Titre japonais | Titre japonais   | Date de 1re diffusion |
| No                         | Titre français | Kanji          | Rōmaji           | Date de 1re diffusion |
| -------------------------- | -------------- | -------------- | ---------------- | --------------------- |
| 01                         | Zettô Kanna    | 絶刀・鉋       | Zettou Kanna     | 25 janvier 2010       |
| Récupération du 1er sabre. |                |                |                  |                       |
| 02                         | Zantô Namakura | 斬刀・鈍       | Zantou Namakura  | 8 février 2010        |
| Récupération du 2e sabre.  |                |                |                  |                       |
| 03                         | Sentô Tsurugi  | 千刀・鎩       | Sentou Tsurugi   | 8 mars 2010           |
| Récupération du 3e sabre.  |                |                |                  |                       |
| 04                         | Hakutô Hari    | 薄刀・針       | Hakutou Hari     | 16 avril 2010         |
| Récupération du 4e sabre.  |                |                |                  |                       |
| 05                         | Zokutô Yoroi   | 賊刀・鎧       | Zokutou Yoroi    | 21 mai 2010           |
| Récupération du 5e sabre.  |                |                |                  |                       |
| 06                         | Sôtô Kanazuchi | 双刀・鎚       | Soutou Kanazuchi | 4 juin 2010           |
| Récupération du 6e sabre.  |                |                |                  |                       |
| 07                         | Akutô Bita     | 悪刀・鐚       | Akutou Bita      | 9 juillet 2010        |
| Récupération du 7e sabre.  |                |                |                  |                       |
| 08                         | Bitô Kanzashi  | 微刀・釵       | Bitou Kanzashi   | 13 août 2010          |
| Récupération du 8e sabre.  |                |                |                  |                       |
| 09                         | Ôtô Nokogiri   | 王刀・鋸       | Outou Nokogiri   | 10 septembre 2010     |
| Récupération du 9e sabre.  |                |                |                  |                       |
| 10                         | Seitô Hakari   | 誠刀・銓       | Seitou Hakari    | 15 octobre 2010       |
| Récupération du 10e sabre. |                |                |                  |                       |
| 11                         | Dokutô Mekki   | 毒刀・鍍       | Dokutou Mekki    | 12 novembre 2010      |
| Récupération du 11e sabre. |                |                |                  |                       |
| 12                         | Entô Jyû       | 炎刀・銃       | Entou Jyuu       | 10 décembre 2010      |
| Récupération du 12e sabre. |                |                |                  |                       |

#### Génériques

##### Génériques de début
- Meiya Kadenrō (冥夜花伝廊?) par Minami Kuribayashi (épisodes 1 à 7)
- Katana to Saya (刀と鞘?) par ALI PROJECT (épisodes 8 à 12)

##### Génériques de fin
Le générique de fin est différent à chaque épisode.
1. Tasogare no Gekka par Yousei Teikoku
2. Refulgence par Shoujobyo
3. Senbon Sennyo no Hamari-Uta par Aki Hata
4. Kyomu no Hana par kukui
5. Ai to Makoto par Togame (Yukari Tamura)
6. Yuki no Onna par ALI PROJECT
7. Mayoigo Sagashi par Nanami Yasuri Mai Nakahara
8. Karakuri Nemuri-dan par Nomiko
9. Akashi par Annabel
10. Ina, to Hime wa Subete wo Katarazu par Hitei-hime (Haruka Tomatsu)
11. Bourei-tachi yo Yabou no Hate ni Nemure par Faylan
12. Toki Sude ni Hajimari wo Kizamu par Minami Kuribayashi

#### Génériques de la rediffusion sur noitaminA
De nouveaux génériques sont produits à l'occasion de la rediffusion de la série sur la case horaire noitaminA. Le générique d'ouverture change pour Hakushukassai Utaawase de supercell, et celui de fin Kotonoha interprété par Piko.